# Zsuzsanna Krajnyák
Zsuzsanna Krajnyák, född 23 december 1978 är en ungersk paralympisk medaljör i rullstolsfäktning. Hennes första paralympiska medaljer kom under 2000 Paralympics där hon fick två brons. Andra tävlingar i rullstolsfäktning som hon har fått medaljer i, var EM och VM. Krajnyák nominerades till Laureus World Sports Award som årets idrottsutövare 2006.

## Karriär
Krajnyák tävlade först i parasport vid Paralympiska sommarspelen 2000, där hon fick ett brons i folie- och épée-tävlingarna. Förutom ett brons i épée-tävlingen vid Paralympiska sommarspelen 2004 fick Krajnyák också silver i damlagets folie och épée. Krajnyák tog ingen medalj vid Paralympiska sommarspelen 2008. Hon fick däremot silvermedaljer i de individuella och i team-épée-evenemangen under Paralympiska sommarspelen 2012. Hennes senaste paralympiska medaljer var en silvermedalj i lagfolietävlingen med en brons i team epée och individuella folietävlingar vid Paralympiska sommarspelen 2016.
Utanför Paralympiska sommarspelen har Krajnyák fått medaljer i rullstolsfäktning vid europamästerskaps- och världsmästerskapstävlingar som hållits av International Wheelchair and Amputee Sports Federation. I EM fick hon fyra guldmedaljer 2011 och ett guld i damfolien 2014. Vid världsmästerskapen fick Krajnyák två brons i damlagets épée- och folietävlingar 2013 och ett silver i damfolie 2015. Krajnyák fick också guld vid världsmästerskapen 2017 i tävlingen damernas épée A.
Vid världsmästerskapen 2018 i Montreal blev hon slagen av Gemma Collis-McCann i den avgörande matchen, där hon förlorade 15-13.

## Utmärkelser
År 2006 nominerades Krajnyák till Laureus World Sports Award som årets idrottsutövare med funktionshinder. År 2016 utnämndes Krajnyák till årets funktionshindrade idrottskvinna av den ungerska sportjournalistföreningen.